# Поїзд із кузовом, що нахиляється
Поїзд з кузовом, що нахиляється (англ. tilting train) — тип поїзда з механізмом нахилу вагонів при повороті, що дозволяє проходити повороти на звичайній залізниці із великою швидкістю без відчуття дискомфорту пасажирами.
Коли звичайний поїзд рухається на повороті з великою швидкістю, то на пасажирів починає діяти відцентрова сила, і вони втрачають рівновагу.
Так як на залізниці постійно чергуються як праві, так і ліві повороти, то пасажира може кидати з одного боку в інший, і його відчуття подібні до морської хвороби.
Для усунення цієї істотної незручності створюються поїзди з кузовом, що нахиляється, де положення вагона регулюється за рахунок сил інерції (пасивний нахил) або управляється комп'ютером (активний нахил), компенсуючи відцентрові сили, що виникають, і пасажир не відчуває незручностей.

## Історія

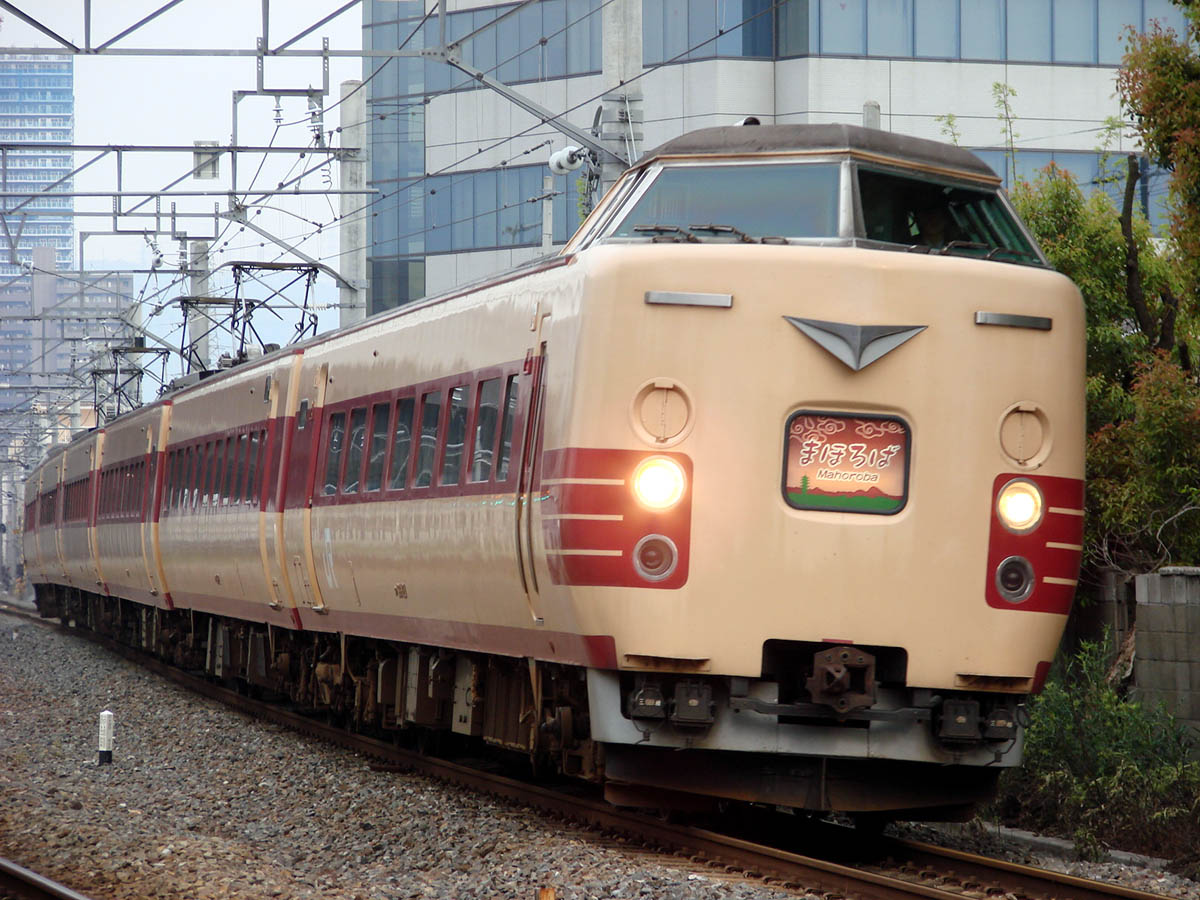
Перший експрес, що нахиляється, серії 381 (Японія)

Перший поїзд що нахиляється з пасивним нахилом був введений в комерційну експлуатацію 10 липня 1973 — це був експрес серії 381 компанії «Shinano» Японських національних залізниць, що курсує між Нагоєю і Нагано на лінії Тюо
.
Спочатку ця технологія реалізовувалася у світі неактивно, тому що збільшення швидкості не виправдовувалося витратами на її реалізацію.
Першим поїздом, де успішно було реалізовано активний нахил, був Advanced Passenger Train, що почав працювати в 1984—1985 роках в Англії.
На початок 2020-х технологія активного нахилу широко використовується на багатьох поїздах країн Європи, Азії, Америки та Австралії.
При цьому вимоги для використання поїздів, що нахиляються, для різних регіонів різні.
Для Європейського Союзу швидкість використання цієї технології має перевищувати 200 км/год для існуючих, але оновлених колій, і 250 км/год — для нових колій. У Японії старі високошвидкісні лінії були побудовані на нижній лінії швидкості менше 230 км/год; нові лінії дозволяють використовувати поїзд з кузовом, що нахиляється, на 270 км/год.
Перші експерименти з усуненням відчуття дії відцентрової сили на пасажира проводилися в США в 1938 на поїздах «San Diegan» залізничної компанії Atchison, Topeka and Santa Fe Railway , але були невдалі.
В 1956 році подібні дослідження проводила французька компанія SNCF.
Першим успішним рішенням поїздів в Європі стала розробка іспанської компанії Talgo в 1970-х роках і використовувалася на Іспанських національних залізницях спочатку тільки на Піренейському півострові.
Перше комерційне застосування поїздів, що нахиляються, з пасивним нахилом почалося на початку 1980-х років з появою поїздів Talgo Pendular, що стали експлуатуватися у різних частинах Європи та інших континентів.
Зокрема, оїзди серії Talgo 200 використовуються в Казахстані на нічному поїзді Алма-Ата — Астана
.
На початок 2020-х поїзди з кузовом, що нахиляється, експлуатуються в десятках компаній багатьох країн світу.

## Поїзд із кузовом, що нахиляється у світі

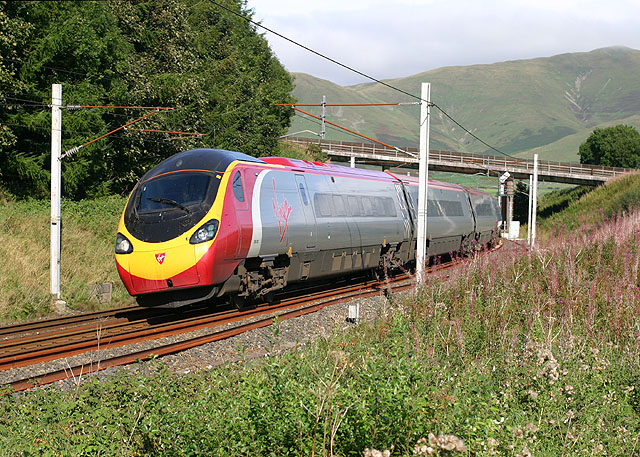
Avanti West Coast's Class 390 Alstom Pendolino є флагманським поїздом West Coast Main Line, Велика Британія

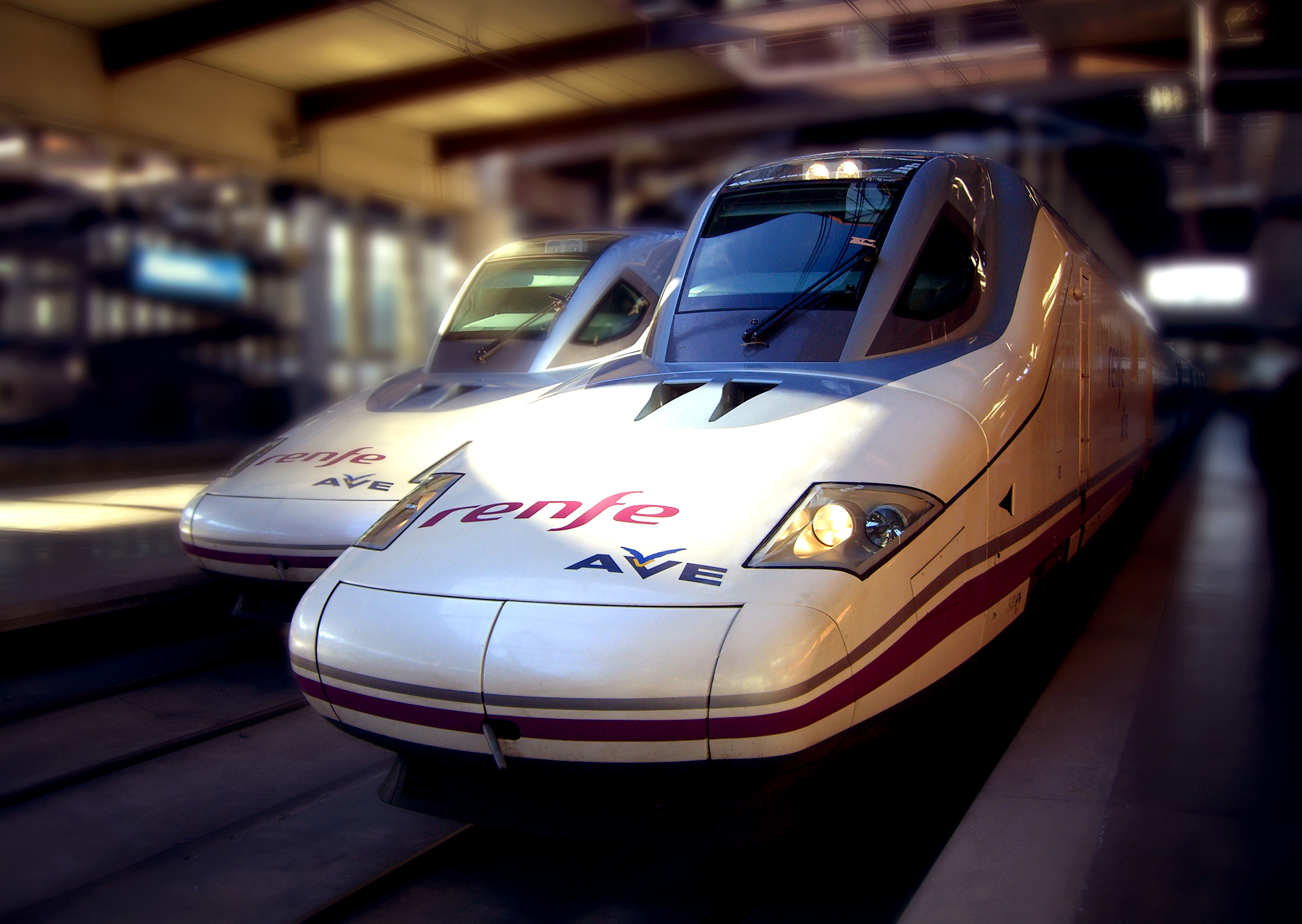
Поїзд Talgo 350, що використовується на іспанських високошвидкісних лініях AVE

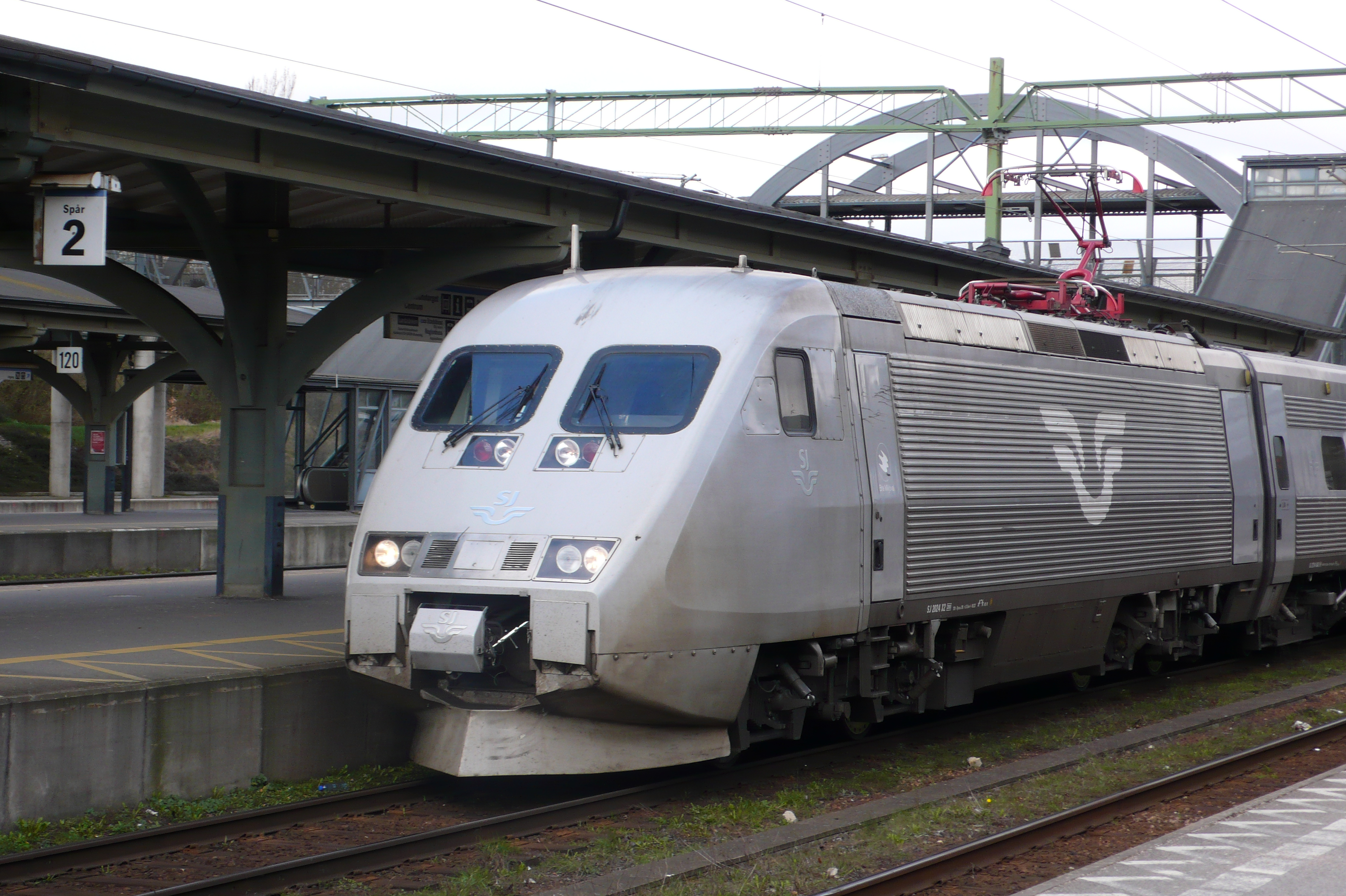
Шведський X2 поїзд із кузовом, що нахиляється

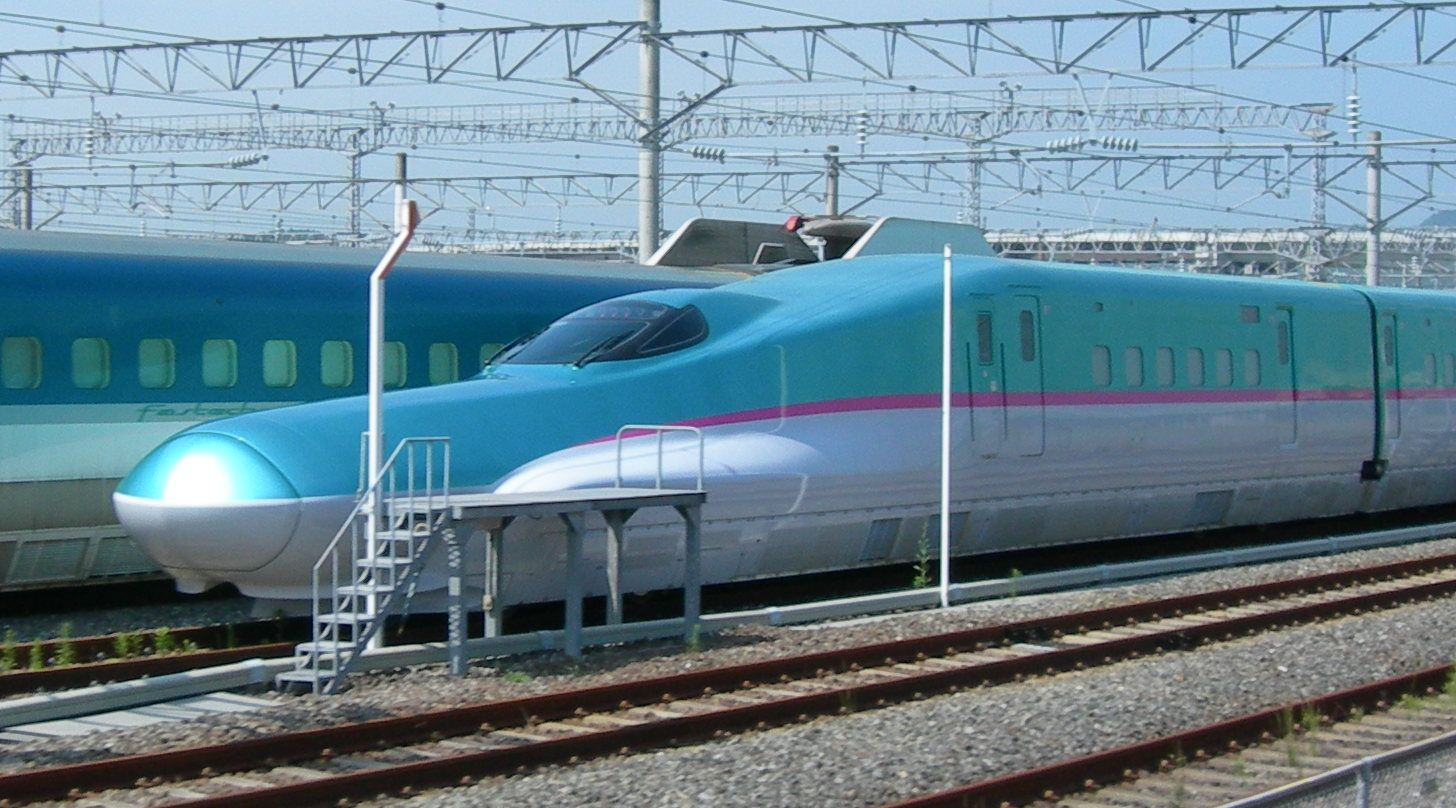
E5 Series Shinkansen

Потяги з нахилом силами інерції (пасивний нахил):
- Talgo XXI (Spain)
- UAC TurboTrain[en] (США, Канада)
- JNR[en] 381 series[en] (Японія), представлена в 1973 році колишньою Японською національною залізницею. Зараз використовується JR West для обмежених експрес-послуг Yakumo[en].

Потяги з нахилом, ініційованими силами інерції, але регульованими комп'ютером:
- Shikoku Railway Company[en] 2000 series (Японія, 1989), перший у світі DMU із кузовом, що нахиляється. На початок 2020-х використовується на багатьох обмежених експресах в Сікоку, включаючи Ashizuri, Ishizuchi[en], Nanpū, Shimanto[en], Shiokaze[en], Uwakai, та Uzushio[en]. Модернізована серія N2000 була представлена в 1995 році.
- Hokkaido Railway Company[en] KiHa 281 series[en] (Японія, 1992), бренд Heat 281 або Furico 281. Використовується на обмеженому експресі Super Hokuto[en].
- Hokkaido Railway Company[en] KiHa 283 series[en] (Японія, 1992), бренд Furico 283. Використовується на обмеженому експресіSuper Ōzora[en], Super Hokuto[en] та Super Tokachi[en].
- JR Shikoku 8000 series[en] (Японія, 1992). Використовується на обмеженому експресі Yosan Line[en], під брендом Ishizuchi та Shiokaze.
- East Japan Railway Company E351 series[en] (Японія, 1993), раніше використовувалася на обмеженому експресі Super Azusa[en].
- Chizu Express[en] HOT7000 series[en] (Японія, 1994). Використовується на обмеженому експресі Super Hakuto[en].
- Central Japan Railway Company 383 series[en] (Японія, 1994). Використовується на обмеженому експресі Wide View Shinano[en].
- Kyushu Railway Company[en] 883 series[en] (Японія, 1994). Використовується на обмеженому експресі Nichirin[en], Huis ten Bosch[en] та Kamome[en].
- JR Kyushu 885 series[en] (Японія, 1999). Використовується на обмеженому експресі Kamome[en] та Sonic[en].
- JR Hokkaido KiHa 283 series[en] (Японія, 1995), бренд Furico 283. Використовується на обмеженому експресі Super Hokuto[en], Super Ōzora[en], та Super Tokachi[en].
- JR West 283 series[en] (Японія, 1996). Використовується на обмеженому експресі Kuroshio.
- JR Kyushu 885 series[en] (Японія, 1999). Використовується на обмеженому експресі Kamome[en] і Sonic[en].
- JR West KiHa 187 series (Японія, 2001). Використовується на обмеженому експресі Super Inaba[en], Super Matsukaze[en], та Super Oki[en].
- TRA[en] TEMU1000 series (Тайвань, 2007). Використовується на Taroko Express[en], базованому JR Kyūshū 885 Series.
- QR Tilt Train[en] QR[en], дизель[en] та електро[en] поїзд із кузовом, що нахиляється Traveltrain[en] (Австралія), працює між Брисбеном та Кернсом. Електропоїзд із кузовом, що нахиляється базований на JR Shikoku 8000 series[en].

Потяги з активним нахилом, керовані сенсорною інформацією, що надається акселерометрами:
- LRC[en] розроблений MLW до того, як був куплений Bombardier (Канада)

Потяги із кузовом, що нахиляється, керовані комп'ютером:
- Acela Express (США), a Bombardier високошвидкісний потяг із кузовом, що нахиляється, що курсує між Бостоном і Вашингтоном, округ Колумбія
- Advanced Passenger Train[en] (Велика Британія), проект British Rail для швидкісних міжміських потягів, які в 1980-х роках мали обмежене обслуговування з Лондон-Юстон до Глазго.
- British Rail Class 390 «Pendolino» (Велика Британія), швидкісний поїзд «Avanti West Coast» з Лондон-Юстон до Ліверпуля/Манчестера/Глазго/Бірмінгема та Вулвергемптона.
- Alfa Pendular[en] (Португалія)
- ElettroTreno[en] (Італія)
- ICE T[en], також званий ICT (Німеччина), версія із кузовом, що нахиляється ICE
- ICN[en] (Швейцарія), нове покоління поїздів із кузовом, що нахиляється, експлуатуються Swiss Rail, високошвидкісний відкидний поїзд Bombardier, що курсує між Цюрихом і Женевою.
- JetTrain[en] (Північна Америка), експериментальний неелектричний високошвидкісний потяг Bombardier
- NSB Class 73 (Norway)
- SŽ series 310[en] (SŽ series 310[en]), швидкісний потяг із кузовом, що нахиляється, що курсує між Любляною, Марібором і Копером
- RegioSwinger[en] (Німеччина та Хорватія), дизельний регіональний поїздіз кузовом, що нахиляється. У Хорватії (Хорватські залізниці) поїзд виконує послуги бренду преміум-класу Bombardier RegioSwinger[en] (ICN) на маршрутах Загреб — Осієк, Загреб — Вараждин, Загреб — Спліт та Загреб — Рієка.
- Pendolino (Італія, Фінляндія, Велика Британія та Чехія), побудований Alstom (раніше Fiat); див. також British Rail Class 390 і фіннський VR Class Sm3[en].
- British Rail Class 221[en], побудований Bombardier швидкісний потяг із кузовом, що нахиляється, курсує між Лондоном і Голігедом/Рексемом/Честером і Бірмінгемом до Единбурга або Глазго.
- SJ X2000 (Швеція), з механізмом нахилу ABB. Також використовувався в Китаї під назвою Xīnshísù.
- JR Hokkaido KiHa 201 series[en] (Японія, 1996), використовується для місцевих перевезень навколо Саппоро.
- JR Hokkaido KiHa 261 series[en] (Японія, 1996), бренд Tilt 261. Використовується на обмеженому експресі Super Sōya[en].
- Meitetsu 1600 series[en] (Японія, 1999), бренд Panorama Super. Використовується на обмеженому експресі Meitetsu Nishio Line[en].
- Meitetsu 2000 series[en] (Японія, 2004), бренд μ-Sky. Використовується на обмеженому експресі Нагоя — Міжнародний аеропорт Тюбу.
- Odakyu 50000 series VSE[en] (Японія, 2005). Використовується на обмеженому експресі Romancecar[en].
- N700 Series Shinkansen[en] (крім серії N700-7000/8000) (Японія, 2007 р.), представлений «JR Central» та «JR West» і використовується на Токайдо-сінкансен та Санйо-сінкансен.
- E5 Series Shinkansen (Японія, 2011), представлений компанією «JR East», використовується на Тохоку-сінкансен і Хоккайдо-сінкансен. Об'єднано з майже ідентичними блоками серії H5.
- E6 Series Shinkansen[en] (Японія, 2013), належить «JR East», використовується на Тохоку-сінкансен та Акіта-сінкансен[en].
- «TRA» «TEMU2000 series» (Тайвань, 2013) належить Puyuma Express[en].
- Сінкансен E5
- 8600 series[en] (Японія, 2014), належить «JR Shikoku», використовується на обмеженому експресі Shiokaze[en] та Ishizuchi[en].
- E353 series[en] (Японія, 2015), належить «JR East», використовується на обмеженому експресі Azusa[en] і Kaiji[en].
- JR Shikoku 2600 series[en] (Японія, 2017), належить «JR Shikoku», використовується на експресі Uzushio[en] і Shimanto[en].